# Guerre Jicarilla
Guerres apaches
Pour les articles homonymes, voir Jicarilla (homonymie).
La guerre Jicarilla a débuté en 1849 et a opposé les Apaches Jicarillas à l'armée des États-Unis dans le territoire du Nouveau-Mexique. Les guerriers utes, alliés aux Jicarillas, ont également joué un rôle important dans le conflit. La guerre a commencé lorsque les Apaches et Utes ont lancé des attaques contre les colons sur la piste de Santa Fe. En 1853, l'armée américaine a fini par riposter, ce qui a entraîné une série de batailles et de campagnes qui se sont terminées en 1854 lorsqu'une grande expédition militaire a réussi à réprimer la plupart des violences. Cependant, des escarmouches mineures ont continué en 1855,. 

## Guerre

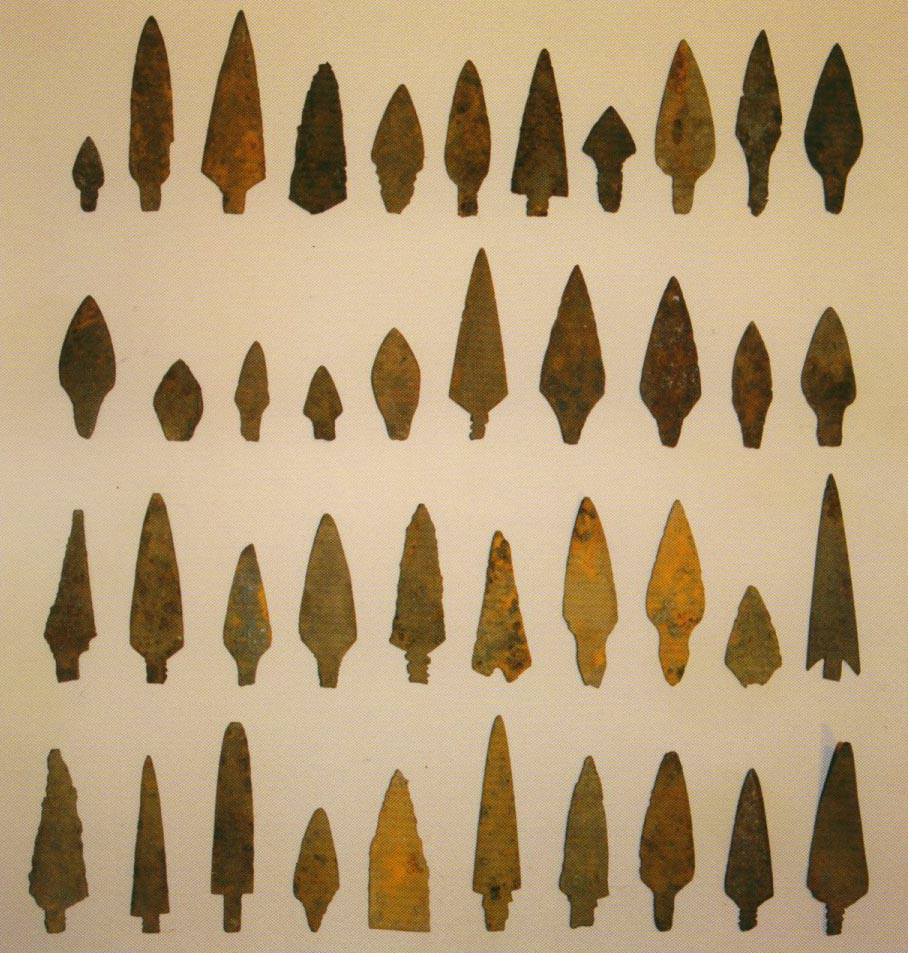
Pointes de flèche récupérées du champ de bataille de Cieneguilla.

Dolores Gunnerson affirme que « les Jicarillas auraient prêté allégeance aux Américains et les auraient servi aussi fidèlement qu’ils avaient servi les Espagnols si les Anglos avaient accepté de les accepter comme « amis » et alliés. » Elle ajoute que « les Jicarillas ont été en guerre avec les États-Unis pendant un an et demi uniquement et ont passé presque toute cette période à échapper aux troupes plutôt qu'à se battre ».
La guerre a commencé en 1849 lorsqu'un groupe de colons a été tué par une bande de Jicarillas et d'Utes. L'événement, parfois appelé le massacre des White (en), connut une notoriété considérable à l'époque et fit beaucoup pour monter la population anglo-saxonne contre la tribu. Un an plus tard, un groupe de transporteurs postaux ont été tués dans ce qui fut appelé le massacre de Wagon Mound. Différents incidents au cours des cinq années suivantes augmentèrent les tensions entre les Américains et les Jicarillas, amenant les deux parties à se méfier de plus en plus l'une de l’autre jusqu’à l’hiver de 1853 à 1854, lorsque l’armée a commencé ses opérations.  
En février 1854, un convoyeur de troupeaux contractuel employé par le gouvernement au Nouveau-Mexique informa l'armée que plusieurs de ses bovins avaient été volés par les Jicarillas. En réponse, une troupe de dragons du 2nd Dragoons fut alors envoyée pour récupérer les biens volés. Le 5 mars, le lieutenant Bell a rencontré un groupe de guerriers du chef Lobo Blanco, sur la rivière Canadian. La culpabilité de Lobo Blanco et ses partisans n'apparaissait pas clairement, mais l'armée soupçonnait depuis longtemps la bande de Lobo Blanco d'avoir tué des colons blancs et hispaniques. Une bataille s'ensuivit, le chef et quatre de ses guerriers furent tués ainsi que deux Américains. Le lendemain, le conflit s'est intensifié lorsqu'une bande de Jicarillas et d'Utes a attaqué un troupeau de bovins près de Fort Union, tuant deux vachers. Après cela, le 1st Dragoons de l’armée américaine a lancé une expédition dans l'Apacheria. Le premier combat a eu lieu le 30 mars lorsque le first lieutenant John Davidson a lancé une attaque non autorisée contre un village jicarilla, près de l’actuel Pilar, au Nouveau-Mexique. 
Lors de la bataille de Cieneguilla, soixante cavaliers américains ont combattu environ 250 guerriers apaches et utes sous les ordres du chef Flechas Rayada. Les combats ont commencé aux alentours de 8 heures du matin et ont duré plus de trois heures, se soldant par vingt-deux soldats tués et trente-six autres blessés. Le commandement de Davidson a été contraint de se retirer après avoir infligé une vingtaine de morts aux forces indigènes. Une semaine plus tard, le 8 avril, une importante force composée d'environ 200 cavaliers américains, 100 hommes du 3e division d'infanterie et 32 éclaireurs a retrouvé les Jicarillas du chef Chacon dans le canyon d'Ojo Caliente. Au cours de la bataille qui a suivi, le commandant Philip St. George Cooke a vaincu environ 150 guerriers, tuant cinq d'entre eux et en blessant six autres sans subir aucune perte. Les Jicarillas se retrouvèrent dispersés et sans camp, nombre d'entre eux sont morts par temps de grand froid. La bataille était également notable pour avoir impliqué Kit Carson, qui a guidé l'armée américaine au cours de l'expédition, et le first lieutenant George Sykes, qui a ensuite commandé le Ve corps de l'armée du Potomac pendant la guerre de Sécession. Après la bataille d'Ojo Caliente, la guerre était presque terminée, à l'exception de quelques raids et escarmouches au cours des mois qui suivirent,.